# Cryptocephalus lopatini
Cryptocephalus lopatini là một loài bọ cánh cứng trong họ Chrysomelidae. Loài này được Medvedev miêu tả khoa học năm 1978.